# Ксандрия
„Ксандрия“ (на немски: Xandria) е симфонична метъл група в град Билефелд, провинция Северен Рейн-Вестфалия, Германия.

## История
„Ксандрия“ е сформирана през 1994 година. След няколко записани демота групата започва да бележи успехи из цяла Германия. Записва първият си албум Kill the Sun през 2003 г., а пилотният сингъл Kill the Sun се изкачва до позиция 98 в немската музикална класация. Следващият албум излиза 2004 г. под името Ravenheart и остава в класациите цели 7 седмици, достигайки 36-о място. През 2005 година излиза третият им албум – India. Неговото звучене се доближава повече до симфоничния, отколкото до готик метъла.
На 14 декември 2006 г. „Ксандрия“ започва записите по четвъртия си албум, който излиза на 15 май 2007 г. под името Salomé – The Seventh Veil. Вокалистката Лиза Миделхаув сменя тотално визията си в последния албум, усеща се и все по-развитият ѝ глас. Албумът като цяло има доста ориенталски нотки на звучене.
През 2008 година вокалистката Лиса Миделхауве напуска групата, като посочва за решението си лични причини.
В следващите години Xandria продължава да търси заместничка на Лиса, но така и не успява. За периода от 2008 до 2009 в групата участва като вокалистка Кърстин Бискоф, но след няколко концерта и тя решава да напусне групата. Xandria е пред разпадане, когато спасителният пояс хвърля Мануела Кралер – бивша вокалистка на Haggard. Със забележителния си мощен глас – класическо тъмно сопрано, успява да впечатли всички в групата и не след дълго тя вече е част от новата история на Xandira. След феноменалния успех на албума на групата, Neverworld`s End, тя е в процес на запис на нов албум, който предстои да бъде разпространен около края на 2013 година и би трябвало да разклати трона на законодателите на симфоничния метъл – Nightwish.

## Състав

### Сегашни членове
- Мануела Кралер (Manuela Kraller) – вокал
- Марко Хеубаум (Marco Heubaum) – китара
- Филип Рестемайер (Philip Restemeier) – китара
- Стивън Вусов (Steven Wussow) – бас
- Герит Лам (Gerit Lamm) – ударни

### Бивши членове
- Нилс Миделхауве (2003 – 2012) – бас
- Кърстин Бискоф (2008 – 2009) – вокал
- Лиза Миделхауве (2000 – 2008) – вокал и пиано
- Роланд Крюгер (1999 – 2004) – бас китара
- Андреас Маске (2000 – 2001) – китара
- Йенс Бекер (1999 – 2000) – китара
- Ники Велц (1994 – 1997) – барабани
- Андреас Литшел (1996 – 1997) – кийборди
- Мануел Винке (1996 – 1997) – китара
- Холгер Фестер (1997) – бас китара
- Никол Тобиен (1997) – вокал

## Дискография

### Албуми
- Kill the sun (2003)
- Ravenheart (2004)
- India (2005)
- Salomé – The Seventh Veil (2007)
- Neverworld's End (2012)
- Sacrificium (2014)
- The Wonders Still Awaiting (2023)

### EP-та
- Eversleeping (2004)

### Демо-записи
- Xandria (1997)
- Kill The Sun (2000)

### Промо сингли
- Kill The Sun (2003)
- Ravenheart (2004)
- In Love With The Darkness (2005)
- Save My Life (2007)
- Sisters Of The Light (2007)